# La Famille Ouf
La Famille Ouf est une série télévisée d'animation franco-sud-coréenne en 26 épisodes de 22 minutes, réalisée par Su-Hoon Kim et Xavier Picard produite par Timoon, PMMP et SamG. En France, la série a été diffusée sur TF1 dans l'émission TFOU et rediffusée sur Disney Channel.

## Synopsis
Chez les Ouf, l'existence est vraiment déjantée ! Dans cette famille soudée, chaque étape de la vie quotidienne devient une aventure. Malgré les conflits, on s'aime toujours.
La famille Ouf est composée de : Jules, Théo, Linda (la mère), Georges (le père), Albert (tonton), Number One (le robot), Xenon (rat) et Happy (extra-terrestre).

## Distribution
- Simon Koukissa : Jules
- Céline Ronté : Jean-Jacques / Mélissa / Victor / Mlle Ding

## Épisodes
1. Les deux font la paire
2. Le joli mois d'Ouf
3. Tous des givrés
4. L'appeau d'Happy
5. Tout feu, tout flamme
6. Très bonne journée, merci
7. Ca déménage chez les Ouf
8. Danse de ouf
9. TV Ouf
10. Number two
11. Kart'Ouf
12. Min'Ouf
13. Atch'ouf
14. Bébé de Ouf
15. Vive la différence
16. Ouaf ouf
17. Ca disjoncte chez les oufs
18. L'habit ne fait pas le ouf
19. La folie des grandeurs
20. Un jour sans Linda
21. Volcan'ouf
22. Taekwand'ouf
23. ET'ouf
24. Cupid'ouf
25. Halloween'ouf
26. Noël de ouf